# トゥルー・ヒストリー・オブ・ザ・ケリー・ギャング
『トゥルー・ヒストリー・オブ・ザ・ケリー・ギャング』（True History of the Kelly Gang）は、2019年のイギリス・オーストラリアの伝記映画。監督はジャスティン・カーゼル、出演はジョージ・マッケイとラッセル・クロウなど。ピーター・ケアリーが2000年に発表した小説『ケリー・ギャングの真実の歴史』を原作とし、19世紀のオーストラリアで、腐敗した世の中に反逆した実在のアウトローであるネッド・ケリーの素顔を描いている。
19世紀のオーストラリア。ブッシュレンジャーのネッド・ケリーは盗賊団を率いて犯行を繰り返していた。ネッドは貧困層を決して狙わず、富裕層のみをターゲットとしており、奪った金品を貧者に分け与えることもあった。また、他のブッシュレンジャーたちとは異なり、犯行時にネッドが殺したのは富裕層の手先と化していた警察官だけであった。「義賊」としての振る舞いと反権力の姿勢を貫いたネッドは、その時代のオーストラリアを象徴する存在となり、神格化されるようになった。
本作はそんなネッドの実像に迫る一つの試みである。

## あらすじ
1870年代後半のオーストラリアはイギリスが犯罪者を送る流刑地だった。ネッド・ケリーの父親もアイルランド人の罪人で、一家の暮らしは非常に貧しく、イギリス人の貴族や警官たちから差別され、虐げられていた。
少年ネッドの母エレンは美人で、周辺の男たちに体を売って稼いでいた。常連客のオニール巡査部長から、父が女裝して馬を乗り回すと聞かされるネッド。嫌悪感から、ネッドは父が隠していた赤いドレスを焼き払った。頼りにならない父だが、牛肉を盗んだネッドを庇って刑務所に入ったのは父だった。
川に落ちた貴族の息子を救い、寄宿学校への入学を打診されるネッド。だが、母のエレンはネッドを手放さなかった。そのくせ、出所した夫が何者かに殺されると、ネッドを山賊のハリーに売り飛ばすエレン。父親代わりにネッドを鍛えさせる目的だったが、ハリーが教えたのは追い剥ぎ強盗だった。ハリーは逮捕され、まだ少年だったネッドも刑務所に送られた。
刑務所を出所後、友人のジョー・バーンと各地を放浪するネッド。10年ぶりに家に戻ると、成長した弟のダンは馬泥棒の修行中だった。盗んだドレスを着て犯行に及ぶダン。そんなダンを殴り倒し、町の娼館にドレスを返しに行ったネッドは、赤ん坊のいる娼婦のメアリーと知り合った。
メアリーとの結婚を決意し、赤ん坊も引き取るネッド。だが、その子の父親は、母エレンの現在の婚約者ジョージだった。嫉妬してジョージを追い出すエレン。弟のダンには馬泥棒の嫌疑がかかった。ダンを見逃す代わりに、ネッドの妹ケイトとの交際を申し込む警官のフィッツパトリック。だが、フィッツパトリックは妻帯者な上に、ダンの逮捕も覆らなかった。厚顔にもケリー家を訪れたフィッツパトリックを銃で負傷させ、友人のジョーと弟ダン、ダンの仲間のスティーブの4人で逃亡するネッド。
「ネッドはシーグの息子だ！」と言い置いて、逮捕される母エレン。シーグとはイギリス人と戦うアイルランドの戦士の意味で、相手に異常さを見せつけ混乱させるために、ドレスを着て戦う風習があった。父や弟がドレスを着ていた意味を初めて理解するネッド。逃亡中に追っ手を襲い、ネッドは最初の殺人も経験した。富裕層を襲って貧民に分け与えるネッドたちは評判となり、貧しい若者たちがネッドの元に集まって、「ザ・ケリー・ギャング」が組織された。銃弾からの防具として鉄板でヘルメットと胸板を作り、ドレス姿で暴れ回るギャングたち。
警官隊がギャングを追って、特別列車で移動するという情報が入った。待ち伏せて列車を脱線させる計画を立てるネッド。だが、その計画は警官隊に漏れ、逆にネッドたちが包囲されてしまった。ダンや仲間は死に、捕われるネッド。1880年、多数の減刑嘆願書が届いたものの有罪が確定し、ネッドは絞首刑で死亡した。死の数年間からネッドは、「息子」に宛てた自叙伝をメモしており、その記述には、「お前は事実を知っている。自由に生きろ」と記されていた。

## キャスト
※括弧内は日本語吹替。
- ネッド・ケリー: ジョージ・マッケイ（前野智昭）
  - 子供時代: オーランド・シュワート
- ハリー・パワー（英語版）: ラッセル・クロウ（中村浩太郎） - ネッドを母親から買い取った山賊。
- フィッツパトリック巡査: ニコラス・ホルト（手塚ヒロミチ） - 悪徳警官。
- エレン・ケリー: エッシー・デイヴィス（佐々木優子） - ネッドの母。
- ジョー・バーン（英語版）: ショーン・キーナン（英語版） - ネッドの親友。
- トーマス・カーナウ: ジェイコブ・コリンズ＝レヴィ（英語版） - ネッドたちに捕らえられた英語教師。
- メアリー・ハーン: トーマシン・マッケンジー（村上麻衣） - フィッツパトリックがネッドにあてがった若い娼婦。
- オニール巡査部長: チャーリー・ハナム（庄司燃） - エレンの情夫。
- シェルトン夫人: クローディア・カーヴァン - 裕福な家の女性。息子の命の恩人であるネッドを気に入る。
- ジョージ・キング: マーロン・ウィリアムズ（英語版） - エレンの若い婚約者。馬泥棒。メアリーの息子の父親。
- レッド・ケリー: ジェントル・ベン・コーベット - ネッドの父。
- ダン・ケリー（英語版）: アール・ケイヴ（英語版） - ネッドの弟。ジョージの仲間。
- スティーヴ・ハート（英語版）: ルイス・ヒューイソン - ダンの仲間。

## 製作
2016年12月、ジャスティン・カーゼル監督がピーター・ケアリーの小説『ケリー・ギャングの真実の歴史』の映画化を模索していると発言した。2017年11月、映画化企画が正式に始動し、ジョージ・マッケイ、ラッセル・クロウ、エッシー・デイヴィス、ニコラス・ホルトの出演が決まったと報じられた。2018年7月下旬、本作の主要撮影が始まった。9月6日、チャーリー・ハナムがキャスト入りした。

### 音楽
2019年4月2日、ジェド・カーゼルが本作で使用される楽曲を手掛けるとの報道があった。2020年1月10日、レイクショア・レコーズが本作のサウンドトラックを発売した。

## 公開・マーケティング
2019年8月9日、トランスミッション・フィルムズが本作をオーストラリアで配給するとの報道があった。9月5日、IFCフィルムズが本作の全米配給権を購入した。11日、本作は第44回トロント国際映画祭でプレミア上映された。11月21日、ピクチャーハウス・エンターテインメントが本作のイギリス・アイルランドでの配給権を獲得したと報じられた。28日、本作のオフィシャル・トレイラーが公開された。

## 評価
本作は批評家から好意的に評価されている。映画批評集積サイトのRotten Tomatoesには162件のレビューがあり、批評家支持率は79%、平均点は10点満点で6.9点となっている。サイト側による批評家の見解の要約は「その一風変わったアプローチは万人受けしないだろうが、『トゥルー・ヒストリー・オブ・ザ・ケリー・ギャング』はオーストラリアの過去をポストモダン的に描写した鮮烈な作品である。」となっている。また、Metacriticには27件のレビューがあり、加重平均値は75/100となっている。